# 하동 쌍계사 차나무 시배지
하동 쌍계사 차나무 시배지(河東 雙磎寺 茶나무 始培地)는 경상남도 하동군 화개면 운수리에 있는 차나무 시배지이다. 1987년 8월 6일 경상남도의 기념물 제61호 쌍계사 차나무 시배지으로 지정되었다가, 2018년 12월 20일 현재의 명칭으로 변경되었다.

## 개요
차나무는 전라도, 경상도에서 많이 재배되는 나무로 원산지는 중국으로부터 미얀마, 인도의 아샘 지방으로 이어지는 산악지대인 것으로 알려지고 있다. 1년생 가지는 흰색으로 잔털이 많고, 2년생 가지는 회갈색이며 잔털이 없다. 잎은 뾰족한 긴 타원형으로 표면은 녹색이고 뒷면은 회녹색이다. 꽃은 10∼11월에 피고 열매는 이듬해의 가을에 익는다.
쌍계사 차나무 시배지는 통일신라 흥덕왕 3년(828) 당나라에 사신으로 갔던 대렴이 신라로 돌아오면서 가져온 차나무의 종자를 왕의 명으로 지리산 줄기인 이곳에 처음 심었으며, 그 뒤 흥덕왕 5년에 진감선사가 차를 번식시켰다고 전한다. 지금도 화개장터 입구에서 쌍계사를 지나 신흥에 이르는 양쪽 산기슭에는 야생의 차나무밭이 12km나 뻗어있다.
이곳의 차는 대나무의 이슬을 먹고 자란 잎을 따서 만들었다하여 죽로차 또는 작설차라고도 하며, 피로를 회복시켜주고 정신을 맑게 하는데 도움이 된다. 
쌍계사 차나무 시배지는 우리나라 차의 역사를 알게 해주는 곳으로, 지금도 야생의 차밭이 남아 있어 기념물로 지정되어 보호하고 있다. 

## 같이 보기
- 차나무

## 참고 자료
- 쌍계사차나무시배지 - 국가유산청 국가유산포털